# Кии (полуостров)
Ки́и (яп. 紀伊半島 кии-ханто:) — крупнейший полуостров на острове Хонсю в Японии. На полуострове расположены префектура Вакаяма, префектура Миэ и префектура Нара.
Кии является крупнейшим полуостровом Японии.
Полуостров находится на пути тайфунов и дождевых фронтов, поэтому он является одним из самых дождливых регионов Японии. Среднегодовая норма осадков на юге полуострова составляет 2534,4 мм.
Площадь полуострова составляет около 9900 км², протяжённость береговой линии — около 1200 км. На полуострове проживает около 1,5 млн человек.
Полуостров является центром японского лесоводства.
За последние века сильнейшие землетрясения происходили в 1899, 1948 и 1952 годах. Землетрясения имеют тектоническое происхождение.
Полуостров Кии известен как область значительных культурных и исторических событий. На полуострове много мест, получивших статус Всемирного наследия ЮНЕСКО.
Наиболее примечательные места на полуострове Кии:
- Нара, бывшая столица со знаменитыми храмами и дворцами.
- Коя-сан, гора, на которой расположены древние монастыри буддийской школы сингон.
- Вакаяма, место, откуда произошёл род сёгунов Токугава.
- Мацусака, центр животноводства (выращивание быков).
- Исе — святой город синтоизма, где расположен комплекс Исэ-дзингу, там же происходит добыча жемчуга.
- Ига, известный из-за ниндзя.
- Йосино (посёлок) — район в густом лесу с живописными горами, место происхождения южного императорского двора в период Намбоку-тё.
- Сингу, Овасэ, Кумано — район знаменитых синтоистских святилищ.

В 2004 году район Йосино, Кумано, Коя-сан и прилегающие места получили статус объекта Всемирного наследия ЮНЕСКО. Большое историческое значение имеет система древних паломнических троп Кумано-кодо, ведущим к главным синтоистским святилищам.